# Gönnebek
Gönnebek là một đô thị ở huyện Segeberg, bang Schleswig-Holstein Segeberg, ở bang Schleswig-Holstein, Đức. Đô thị Gönnebek có diện tích 14,87 km², dân số thời điểm ngày 31 tháng 12 năm 2006 là 485 người.